# Camille Renault
Camille Renault fue un escultor francés, nacido en Omont el 10 de octubre de 1866 y fallecido en Attigny el 4 de octubre de 1954.
Antes de su muerte, ingresó como miembro del prestigioso Collège de ’Pataphysique con el título de sátrapa que portaron en la misma época figuras prestigiosas como Jean Dubuffet, Eugène Ionesco, Henri Jeanson, Pierre Mac-Orlan, Joan Miró, Jacques Prévert, Raymond Queneau, Roland Topor, Boris Vian, Paul-Émile Victor y algunos otros.
Después de su muerte, la casa y su jardín fueron saqueados. Sólo se pudieron salvar unas pocas piezas. Sus jardines fueron destruidos, primero por los alemanes y luego por los vándalos. Hoy en día, sólo quedan algunos vestigios de su polifacética obra (en particular, una cabeza esculpida en la colección de la asociación Aracine, colección ahora depositada en el  Museo de Arte Moderno de Lille-Métropole en Villeneuve d'Ascq.